# Jack Bauer
Jack Bauer är en fiktiv person, spelad av Kiefer Sutherland. Bauer är huvudpersonen i TV-serien 24 (2001–2010).

## Bakgrund
Bauer jobbar under säsong 1 som chef för antiterroristenheten (CTU) i Los Angeles. Han har tidigare erfarenhet inom den amerikanska arméns elitförband Delta Force och gruppen för avancerad stridsteknik. Han har förutom sin militära träning genomgått SWAT-träning. Han blev rekryterad till CTU av Christoffer Henderson som han sedan satte dit för mutbrott.
Under första säsongen lyckas Bauer stoppa serbiska terrorister från att döda den svarte presidentkandidaten David Palmer men han förlorar i samma veva sin egen hustru. Detta leder till att han slutar på CTU och lever i sorg under de kommande 18 månaderna. Hans dotter Kimberly börjar jobba som au-pair åt familjen Matheson. 
När säsong 2 tar sin början, 18 månader efter första säsongen, blir Jack Bauer motvilligt inkallad till CTU för att leda sökandet efter en atombomb som den islamistiska rörelsen Second Wave fört in i landet och tänker detonera i Los Angeles. Han lyckas stoppa bomben och även en konspiration inom oljeindustrin att starta krig mot flera länder i mellersta östern. I samma veva som detta sker bestämmer sig Jack Bauer för att börja jobba för CTU igen, nu som chef för fältoperatörerna. Han genomför en sex månader lång operation Mexiko under täckmantel för att sätta dit knarkkungen Salazar. 
Tre år efter andra säsongen börjar den tredje då terrorister hotar att sprida ut en genmodifierad version av Cordillaviruset om inte USA drar tillbaka sina trupper från utlandet.
I fjärde säsongen har Bauer fått sparken från CTU och börjat jobba åt försvarsminister James Heller. Samma dag som han är i Los Angeles i tjänsten inträffar en serie terroristattacker och han börjar jobba temporärt för CTU igen. Ett flertal terroristattacker sker, bland annat en tågbombning, kidnappandet av försvarsminister Heller och hans dotter Audrey (som Bauer har ett förhållande med), härdsmältan på San Gabriel Islands kärnkraftverk (+ försök till 103 härdsmältor till men de stoppas), nedskjutandet av Air Force One och ett försök att spränga en mycket kraftig atombomb över Los Angeles men det stoppas i sista sekunden.
Under fjärde säsongen tvingas Jack Bauer till en mycket farlig operation på det kinesiska konsulatet som leder till att den kinesiska konsuln dödas av misstag. Kineserna kräver att antingen USA:s regering tar på sig ansvaret eller att de lämnar ut Jack Bauer, vilket de bestämmer sig för att göra. Dock tvivlar de på Bauers förmåga att inte knäckas under tortyr och därför skickar presidentens rådgivare en yrkesmördare på Bauer, som då istället fejkar sin egen död. Han kommer undan och endast några få känner till att han lever. Han lever under en tid i Chicago, men flyttar sedan tillbaka till Kalifornien under namnet Frank Flynn i hopp om att kunna starta ett nytt liv.
Under femte säsongens början måste Jack dra ut för att rädda sin gamla arbetskamrat Chloe, som jagas av samma terrorister som timmen innan dödat ex-president Palmer. Då CTU och regeringen får reda på att han lever väljer Jack att hjälpa CTU för att stoppa terroristerna från att släppa ut nervgas som kan döda flera hundra tusen.
Jack Bauer har en svår personlighet. Han är god och vill alltid rädda oskyldiga och hjälpa sitt land, men han tar till metoder som skulle kunna få vilken terrorist som helst att framstå som jultomten. Han står alltså för ordspråket att ändamålen helgar medlen. Exempel på detta är när han bland annat tvingas skjuta sin chef, skjuta ett vittne bara för att kunna visa upp huvudet, välja en terrorists liv framför sin flickväns man (som hon separerat med), tortera många misstänkta på minst sagt tvivelaktiga grunder och sätt, hota att skära ut ögonen på presidentens rådgivare etc. En fras som visar hur han tänker är när han säger "George, du vill ha resultat men du vägrar skita ner händerna". För faktum kvarstår att Jack Bauer frambringar resultat.